# Microscopia por emissão balística de elétrons
Microscopia por emissão balística de elétrons (BEEM) é uma forma modificada de um microscópio de tunelamento de varredura (STM) que permite o estudo em nanoescala de transporte de portador de não equilíbrio através de interfaces aterradas. A diferença da configuração STM normal é a adição de um contato de volta para a amostra. Isto torna possível recolher os elétrons injetados que percorreram o dispositivo completo.

## Microscópio de tunelamento de varredura

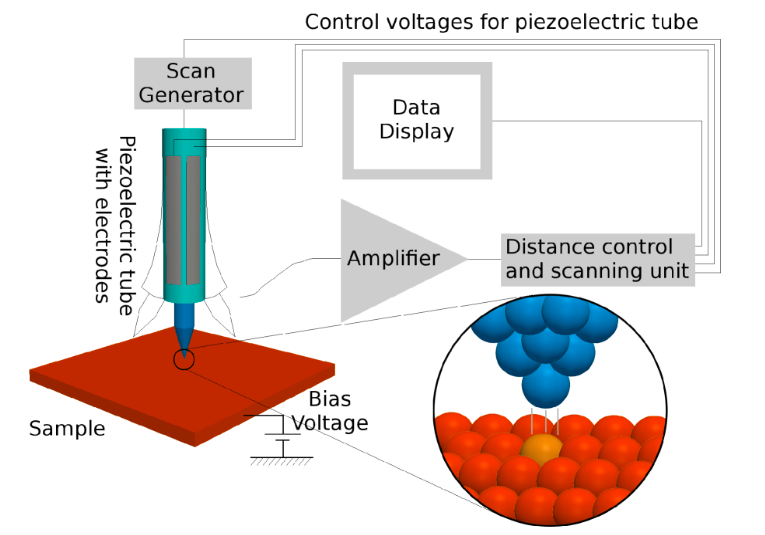
Descrição do sistema STM

A microscopia de tunelamento de varredura (STM) é uma tecnologia de imagem útil para determinar a topografia de amostras condutoras e semicondutoras com precisão de angstrom.
O componente principal do STM é uma ponta de sonda metálica rígida, normalmente composta de tungstênio, conectada a um piezodrive contendo três transdutores piezelétricos perpendiculares. A ponta é trazida dentro de uma fração de um nanômetro de uma amostra eletricamente condutora. Em distâncias próximas, as nuvens de elétrons da ponta de metal se sobrepõem com as nuvens eletrônicas dos átomos de superfície. Uma vez aplicada uma pequena tensão entre a ponta e a amostra, é gerada uma corrente de túnel (efeito túnel). A magnitude desta corrente de tunelamento depende da tensão de polarização aplicada e da distância entre a ponta e a superfície. Um amplificador de corrente pode encobrir a corrente de encapsulamento gerada em uma tensão. A magnitude da tensão resultante em comparação com a tensão inicial pode então ser utilizada para controlar o piezodrive, que controla a distância entre a ponta e a superfície (isto é, a direção z). Ao escanear a ponta nas direções x e y, a corrente de túnel pode ser medida em toda a amostra.

### Princípios de funcionamento

#### Teoria da emissão termiônica
A teoria da emissão termiônica descreve o transporte elétrico através da barreira de Schottky. Supõe-se que o fluxo de elétrons que emitem a partir da superfície seja igual ao fluxo de elétrons recebidos na superfície. O fluxo de elétrons que chegam à superfície é definido como o número de elétrons que passam por uma área unitária por unidade de tempo e é dado por:
{\displaystyle J=en\nu }.
Nessa expressão {\displaystyle e} é a carga do elétron, {\displaystyle n} é a concentração de elétrons, que é determinada pela estatística de Maxwell-Boltzmann e {\displaystyle \upsilon } é a velocidade média dos elétrons. Assim, podemos obter uma expressão da densidade total de corrente {\displaystyle J_{n}}, subtraindo {\displaystyle J_{M}\rightarrow S} (corrente que flui do metal para o semicondutor) de {\displaystyle J_{S}\rightarrow M} (corrente que flui do semicondutor para o metal).
{\displaystyle J_{n}=J_{s}{\biggl (}\exp \left({\frac {eV}{K_{b}T}}\right)-1{\biggr )}} e {\displaystyle J_{s}=A^{*}T^{2}\exp \left({\frac {-e\phi _{b}}{K_{b}T}}\right)}
Onde {\displaystyle J_{s}} é a densidade de corrente de saturação e {\displaystyle A^{*}} é a constante de Richardson para emissão termiônica de elétrons do semicondutor ao metal, {\displaystyle V} a tensão aplicada à barreira de Schottky e {\displaystyle T} a temperatura. O valor da constante de Richardson pode ser modificada se considerar o efeito da massa efetiva.

#### Microscopia por emissão balística de elétrons

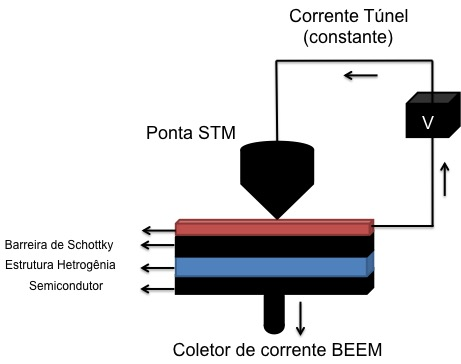
Descrição do Sistema BEEM/STM

BEEM utiliza STM com uma configuração de três eletrodos. A corrente é injetada perpendicularmente à pilha de camadas (corrente perpendicular ao plano). O transporte dos elétrons quentes pode ser dividido em quatro estágios diferentes:
1. Injecção dos suportes de carga da ponta na base metálica;
2. Transporte através da base metálica;
3. Transmissão através da interface M/S;
4. Transporte através do semicondutor;

Nesse caso, os elétrons balísticos são primeiramente injetados de uma ponta de STM na amostra por tunelamento em estados desocupados da base de metal fino. Isto resulta numa distribuição angular e de energia dos veículos injectados na superfície do metal. À medida que a tensão é aplicada à amostra, os elétrons túnel passam através da primeira camada da amostra, atingem a interface, e depois espalham.

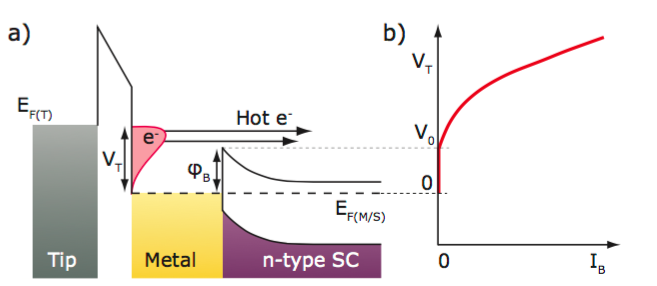
a) Um diagrama esquemático do nível de energia de uma ponta negativamente inclinada com a distribuição de elétrons em vermelho. Note que nem todos os elétrons desta distribuição têm energia suficiente para passar a barreira. B) Espectro típico BEEM, com o valor limiar V_{0}, que corresponde à altura da barreira Schottky φ_{B} = eV_{0}

De acordo com a magnitude da tensão, alguma porcentagem dos elétrons atravessa a interface e pode ser coletada e medida como corrente em um coletor acoplado ao outro lado da amostra. A tensão da ponta STM é então variada, permitindo a medição da altura da barreira. A altura da barreira é definida como o limiar no qual os elétrons irão atravessar a interface e são mensuráveis como corrente no colector remoto. Em uma interface de semicondutor do tipo n, esta é a diferença entre o mínimo da banda de condução e o nível de Fermi. Numa interface de semicondutor do tipo p, esta é a diferença entre o máximo de banda de valência do semicondutor e o nível de Fermi de metal. Se a tensão for menor que a altura da barreira, nenhum elétron cruzará a interface e o coletor lerá zero. Se a tensão for maior do que a altura da barreira, informações úteis podem ser coletadas sobre a magnitude da corrente no coletor em oposição à tensão inicial.

#### Espectro e imagem
O espectro BEEM pode ser obtido registando a corrente BEEM em relação à polarização da ponta numa posição de ponta fixa. Em geral, para atenuar o ruído, são registados vários espectros BEEM para obter um único espectro médio. O espectro BEEM final fornece a informação da dependência energética do transporte de elétrons na película de metal, bem como a interface M/S. O início dos espectros BEEM determina a altura da barreira de Schottky com alta precisão enquanto que a forma espectral transporta informação sobre a dispersão na película metálica, através da interface M/S e no semicondutor.
Usando a capacidade da ponta STM para escanear a superfície condutora, a imagem BEEM pode ser mapeada registrando simultaneamente a corrente BEEM com uma polarização de ponta fixa acima do valor limiar. Em seguida, é feita uma comparação entre a imagem BEEM e a imagem de superfície fornecendo informações sobre as características de transporte com respeito às propriedades estruturais da película metálica e da interface M/S.

### Preparação de amostra
As amostras são preparadas a partir de wafers de semicondutores por ciclos de crescimento de óxido químico, terminando com o crescimento de uma camada de óxido de proteção. Imediatamente antes da realização do BEEM, a amostra é centrifugada num ambiente inerte para remover óxidos e depois transferida directamente para o ultra alto vácuo sem exposição ao ar. O próprio aparelho BEEM é operado numa caixa com luvas sob atmosfera inerte e protegido da luz.

### Resolução do BEEM

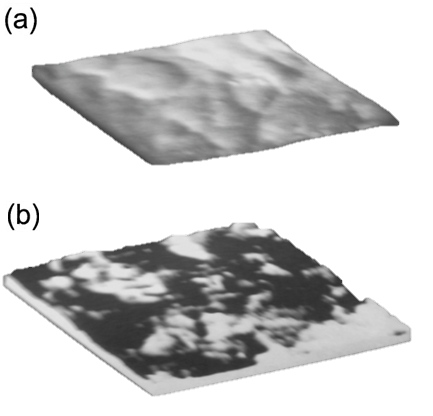
Imagens da camada Au / n-GaAs (100) (área de imagem 510 Å x 390 Å) mostrando (a) a topografia da superfície Au e (b) a imagem de interface escala de cinza BEEM

Usando a variação espacial da corrente BEEM é possível determinar a resolução da técnica. Uma característica importante do BEEM é que a resolução da imagem de BEEM não é limitada pela técnica, mas pela estrutura da amostra que está a ser formada.

### Limitações
A altura de barreira esperada possui uma grande relevância na configuração desejada do aparelho BEEM. Se for necessário medir correntes de coletor pequenas, como com uma interface de altura de barreira alta, um pré-amplificador de corrente de alto ganho e baixo ruído pode ser adicionado ao sistema. Se a interface for de baixa altura de barreira, o aparelho BEEM pode ser operado a temperaturas muito baixas, realizado por imersão da ponta STM em nitrogênio líquido e caixa do aparelho BEEM em uma caixa de luvas purgada a nitrogênio.